# Puppe
En puppe er et livsstadium for insekter med fuldstændig forvandling (metamorfose), f.eks. biller og sommerfugle. Ikke alle insekter gennemgår et puppestadium, nemlig insekter med ufuldstændig forvandling, f.eks. tæger og græshopper.

## Udviklingsstadier
Insektet starter som et æg. Derefter udklækkes det som larve. Larven har mund og øjne, fordøjelse, muskler og nerver. Adfærdsmæssigt lærer den af fejl og erfaringer. Men den kommer ikke i puberteten og har ingen kønsdele. En dag opsøger den et stille sted og går ind i puppestadiet. Nogle natsommerfugle graver sig ned; de gravlægger bogstaveligt talt sig selv. Larven skræller så sin hud af som en strømpe. Som puppe er den nærmest som en cigar at se til; uden mund, arme og ben, uden evne til at spise, sanse eller gå (nogle pupper kan dog "vrikke"). Mange pupper indkapsler sig i en kokon, der beskytter mod udefrakommende farer.
Indvendigt går det meste af kropsvævet i opløsning. Makrofager, der har indgået i larvens immunforsvar, begynder i stedet at fortære dens kropsvæv. Muskler, tarme og en del andre organer opløses ved at enzymer fra cellenes fordøjelseskirtler nedbryder egne cellestrukturer. Vævet fordøjer sig selv i en proces kaldt "autolyse".  Åbner man puppen, indeholder den en bleg, fedtet masse og lidt grønlig saft. Men selv om den minder om en lille mumie, er den ikke helt død. Enkelte mikroskopiske "øer" af celler, kaldt "imaginalskiver",  er i live. Mens puppen var i sit larvestadium, lå imaginalskiverne spredt omkring i larvens krop uden nogen funktion. Men en dag begynder de at dele sig inde i puppen. 
Næret af den opløste vælling af fedt og safter skaber imaginalskiverne et insekt, der ikke minder hverken om larven eller puppen. Insekter opstår efter et princip, der adskiller sig helt fra de fleste andre organismer. De aller fleste arter skabes ved en gentaget delen af den første, befrugtede ægcelle, hvor væksten starter som et midtpunkt og derefter vokser i alle retninger. Insekter opstår derimod nærmest samlet og samtidig, dannet af et par dusin imaginalskiver.

## Typer af pupper
Pupper, hvor det voksne insekts former kan anes, betegnes mumiepupper.

## Etymologi
Ordet puppe kommer af det latinske pupa som betyder dukke, og henviser til puppens ubevægelighed.